# Carretera Federal 97
La Carretera Federal 97 es una carretera mexicana que recorre el estado de Tamaulipas, inicia en Ampliación la Loma donde entronca con la Carretera Federal 101/Carretera Federal 180 y termina en Reynosa, tiene una longitud total de 115 km.
Las carreteras federales de México se designan con números impares para rutas norte-sur y con números pares para las rutas este-oeste. Las designaciones numéricas ascienden hacia el sur de México para las rutas norte-sur y ascienden hacia el Este para las rutas este-oeste. Por lo tanto, la carretera federal 97, debido a su trayectoria de norte-sur, tiene la designación de número impar, y por estar ubicada en el Norte de México le corresponde la designación N° 97.

## Trayectoria

### Tamaulipas
- Ampliación la Loma - Carretera Federal 101/Carretera Federal 180
- Periquitos
- Reynosa - Carretera Federal 2